# La Unión (Piura)
La Unión ist eine Stadt in der Provinz Piura in der Region Piura im Nordwesten von Peru. Beim Zensus 2017 lag die Einwohnerzahl bei 19.155. 10 Jahre zuvor lag diese bei 17.226. Die Stadt ist Verwaltungssitz des gleichnamigen Distriktes. Im Umkreis der Stadt wird bewässerte Landwirtschaft betrieben.

## Geographische Lage
La Unión liegt in der ariden Küstenwüste Nordwest-Perus auf einer Höhe von 17 m. Die Kleinstadt liegt 27 km südsüdwestlich vom Stadtzentrum der Metropole Piura. Acht Kilometer östlich der Stadt fließt der Río Piura in südliche Richtung. Die Nationalstraße 1N führt von Piura an La Arena und La Unión vorbei zum weiter südlich gelegenen Sechura.